# Kober 125 AA
'Kober 125 AA' ist eine Unterlagsrebe zur biotechnischen Bekämpfung der Wurzelreblaus bei reblausanfälligen Rebsorten. Sie gehört zur Gruppe der Vitis berlandieri x Vitis riparia Kreuzungen und hat sehr ähnliche Eigenschaften wie die Unterlage 'Kober 5 BB'.

## Abstammung
Kreuzung aus Vitis berlandieri PLANCHON x Vitis riparia MICHAUX, Selektion Sigmund Teleki, Selektion Franz Kober, 1896, Österreich.

## Ampelografische Merkmale
- Triebspitze: halboffen bis offen, kupferfarben mit geringer Wollbehaarung
- Junges Blatt: braunrot mit weißlichen spinnwebartigem Überzug
- Ausgewachsenes Blatt: groß, ungeteilt, Oberseite dunkelgrün mit etwas verlängertem Mittellappen, unterseits rau und borstig, Blattadern der Unterseite und Blattstiel stark borstig behaart, Stielbucht u-förmig, Blätter sind hoch anfällig gegen die Blattreblaus
- Triebe: stark borstig behaart
- Ranken: überwiegend dreiteilig
- Blüte: weiblicher Scheinzwitter
- Traube: klein mit kleinen, runden, schwarzblauen Beeren

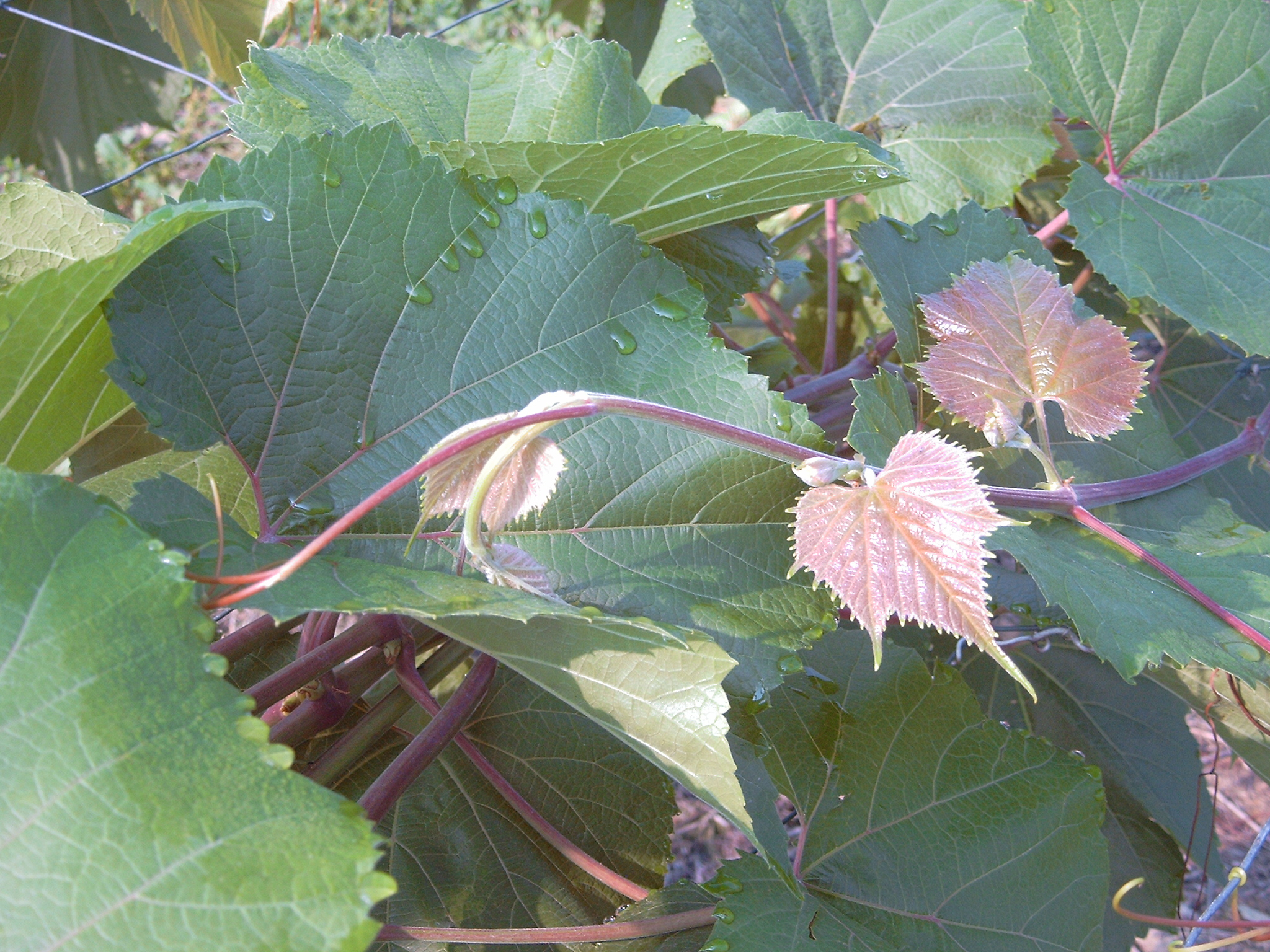
Triebspitze
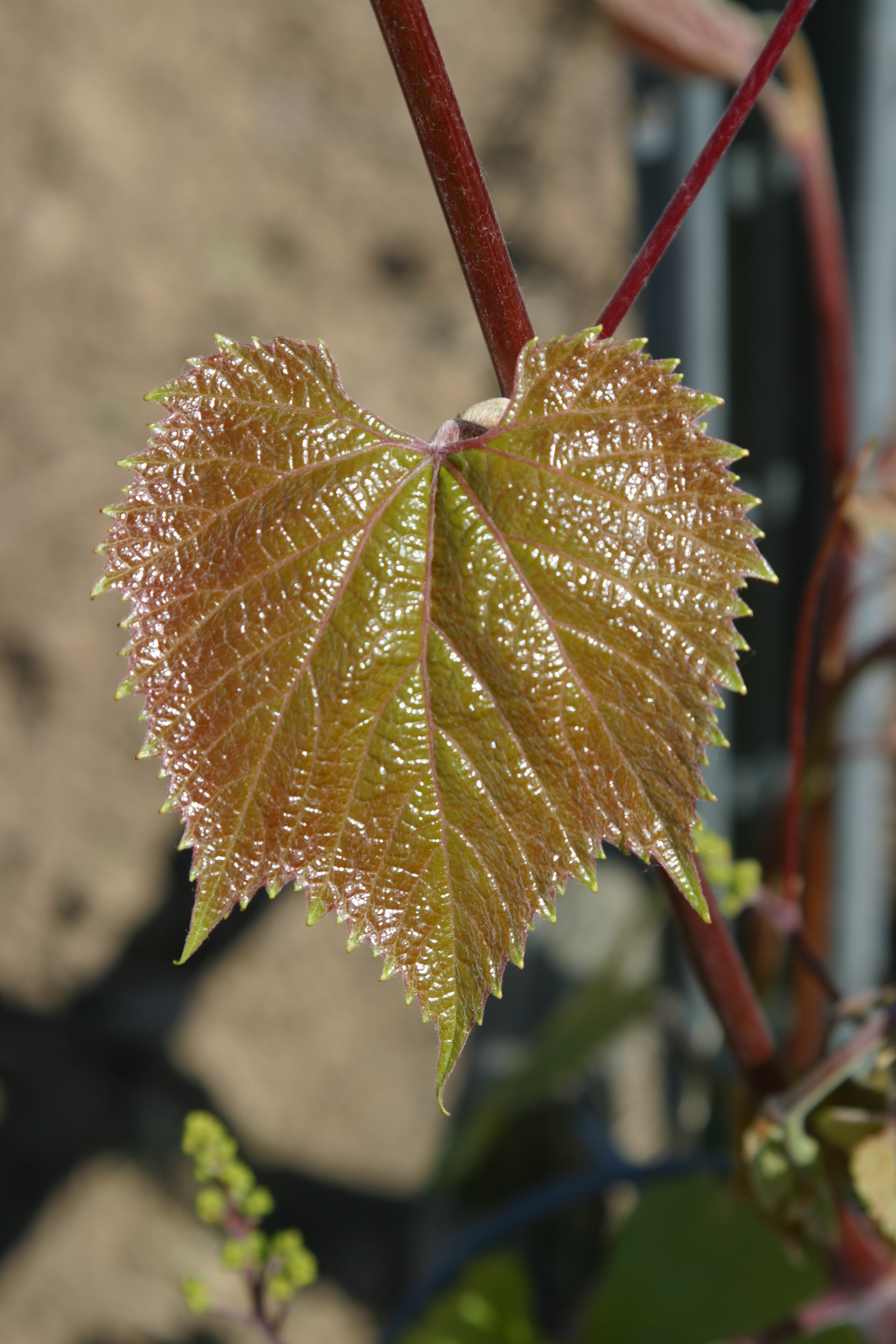
Junges Blatt
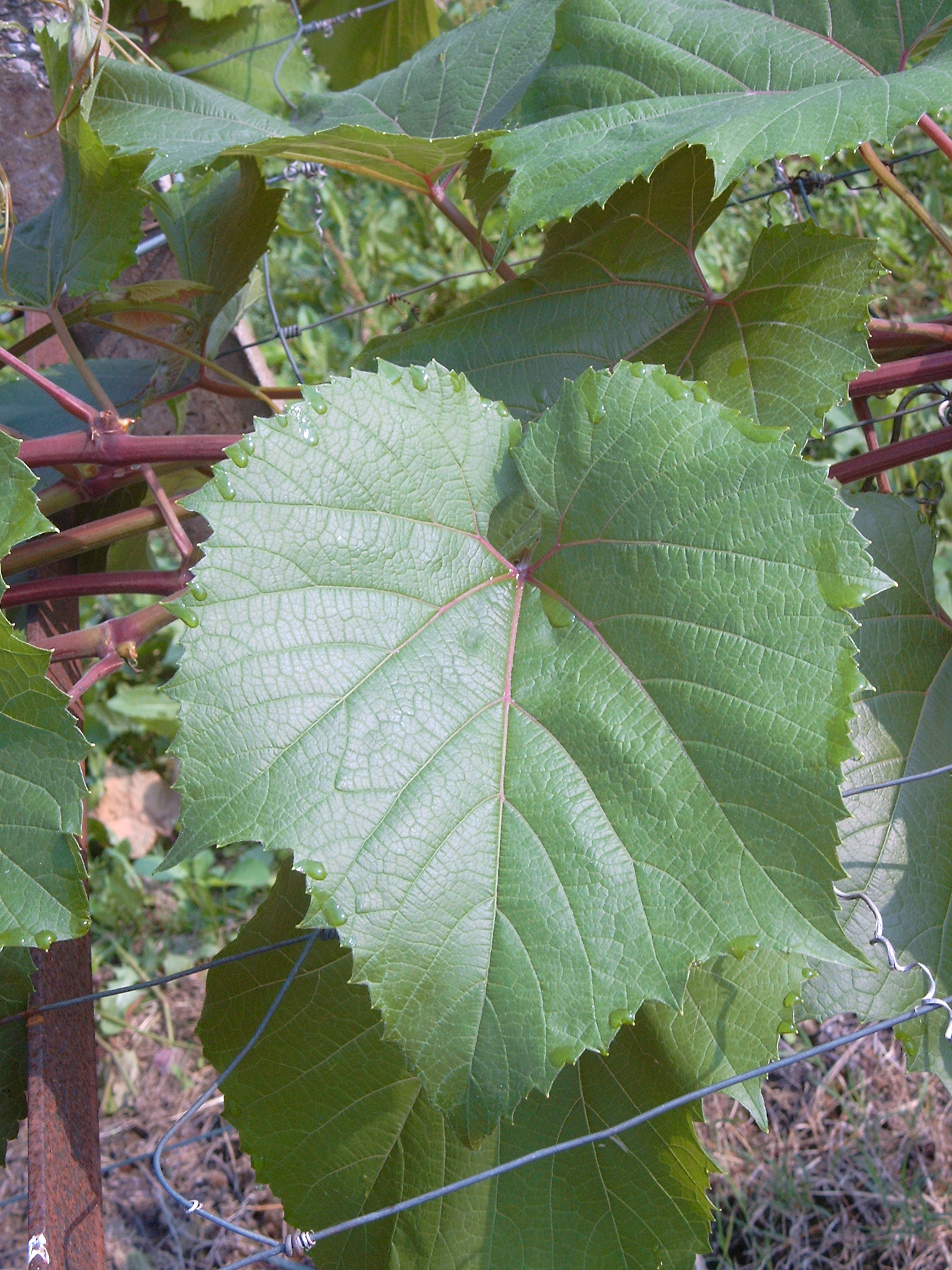
Ausgewachsenes Blatt
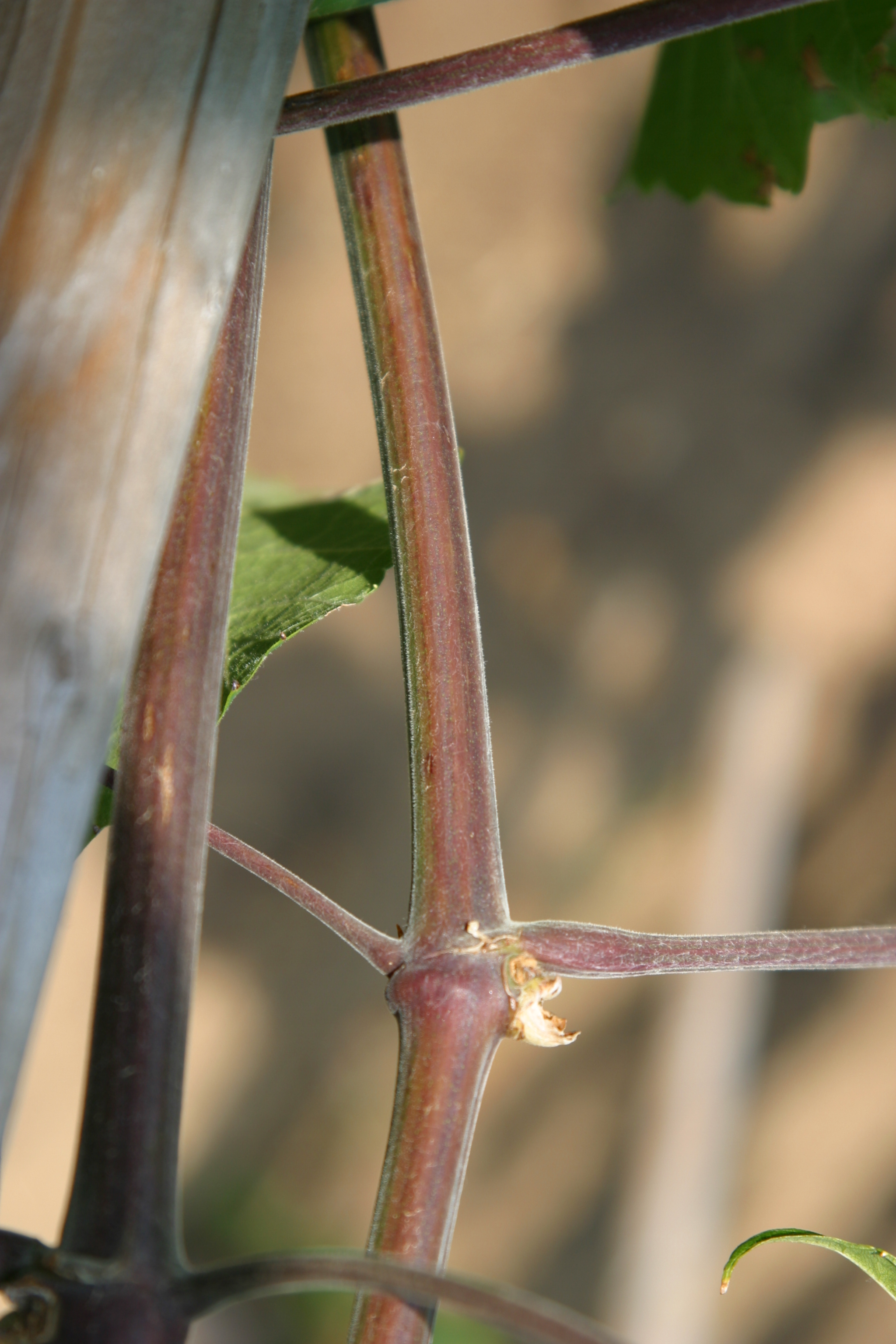
Triebe
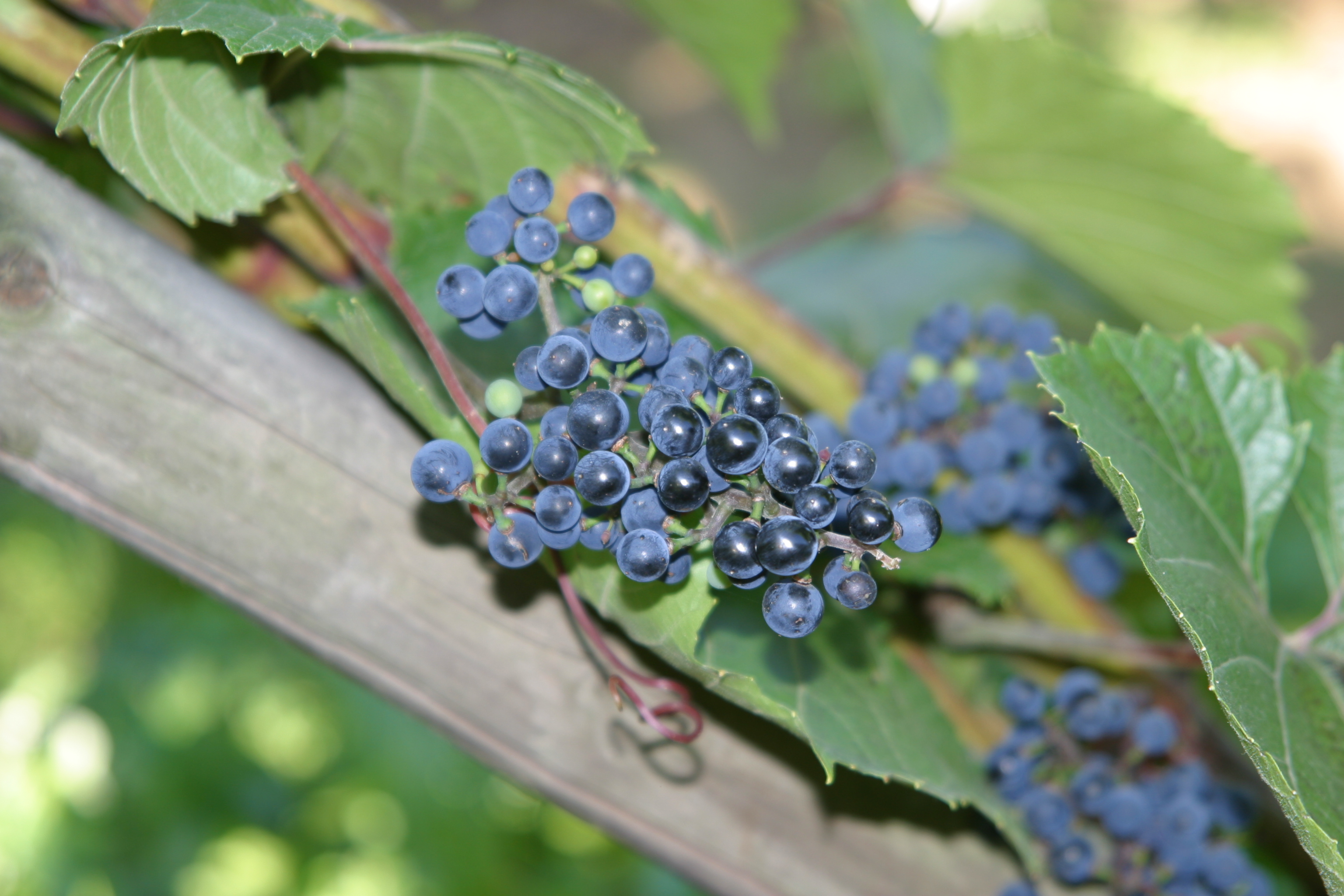
Traube

## Eigenschaften – Verwendung
Die Reblauswiderstandsfähigkeit gegen die Wurzelreblaus ist gut. Sie hat eine sehr gute Pfropfaffinität und eine hervorragende Bewurzelungsfähigkeit. Der Wuchs ist mittel bis stark wie 'Kober 5 BB'. Ist daher nur für Erziehungssysteme mit großen Standräumen geeignet. Besitzt eine gute Trockenheitsresistenz. Bei zu hoher Stockbelastung kommt es zu einer Reifeverzögerung.
Das Wurzelsystem besitzt ein gutes Nährstoffaneignungsvermögen und eignet sich gut als Unterlage für die Sorten aus der Burgunderfamilie. Sie ist ungeeignet für flachgründige und verdichtete Böden. Die Chlorosefestigkeit ist gut (Aktivkalktoleranz ~17 %, ~40 % Gesamtkalk). Weniger geeignet ist die Unterlagsrebe für blüteempfindliche Sorten. Sie ist sehr empfindlich auf Magnesiummangel.

## Klone
Die Klone 125AA N501 und 125AA N502 stammen aus Sämlingsfamilien der Kreuzung Vitis berlandieri × Vitis riparia, die zunächst von Sigmund Teleki in Villány/Ungarn selektioniert und später von Franz Kober in Klosterneuburg/Österreich weiter bearbeitet wurden. Die Sämlinge wurden in Rhodt/Pfalz und später in Neustadt/Wstr. und Billigheim/Pfalz aufgepflanzt und geprüft. Die Klone wurden 2006 beim Bundessortenamt eingetragen. Erhaltungszüchter ist das Land Rheinland-Pfalz, vertreten durch das DLR Rheinhessen-Nahe-Hunsrück.

## Synonyme
- Kober 125 AA in der Datenbank Vitis International Variety Catalogue des Instituts für Rebenzüchtung Geilweilerhof (englisch)